# Woo, Woo!
Woo, Woo! è un cortometraggio muto del 1945 diretto da Jules White.

## Produzione
Il film fu prodotto con il titolo di lavorazione I Should Worry dalla Columbia Pictures Corporation.

## Distribuzione
Distribuito dalla Columbia Pictures, il film - un cortometraggio di sedici minuti - uscì nelle sale cinematografiche USA il 5 gennaio 1945. Ne venne fatta una riedizione distribuita sempre dalla Columbia il 12 marzo 1953.